# Campeonato Brasileiro de Futebol de 1992 - Série B
O Campeonato Brasileiro Série B de 1992, originalmente denominado Segunda Divisão pela CBF, foi a 13.ª edição da segunda divisão do futebol brasileiro. Disputado de 9 de fevereiro até 11 de julho de 1992, a competição reuniu 32 clubes, em que doze deles foram promovidos à Série A. A competição foi vencida pelo Paraná .

## Primeira fase

### Grupo 1
| Pos | Equipe     | Pts | J  | V | E | D | GP | GC | SG  | Promovido                                                    |
| --- | ---------- | --- | -- | - | - | - | -- | -- | --- | ------------------------------------------------------------ |
| 1   | Santa Cruz | 19  | 14 | 6 | 7 | 1 | 18 | 6  | +12 | Promovido para Série A and classificado para a segunda fase. |
| 2   | Ceará      | 17  | 14 | 5 | 7 | 2 | 11 | 10 | +1  | Promovido para Série A and classificado para a segunda fase. |
| 3   | Fortaleza  | 16  | 14 | 6 | 4 | 4 | 15 | 11 | +4  | Promovido para Série A and classificado para a segunda fase. |
| 4   | Campinense | 15  | 14 | 5 | 5 | 4 | 12 | 14 | −2  |                                                              |
| 5   | Picos      | 14  | 14 | 3 | 8 | 3 | 10 | 14 | −4  |                                                              |
| 6   | CSA        | 13  | 14 | 6 | 1 | 7 | 16 | 14 | +2  |                                                              |
| 7   | ABC        | 10  | 14 | 3 | 4 | 7 | 10 | 16 | −6  |                                                              |
| 8   | Central    | 8   | 14 | 3 | 2 | 9 | 12 | 19 | −7  |                                                              |

### Grupo 2
| Pos | Equipe                 | Pts | J  | V | E | D | GP | GC | SG  | Promovido                                                    |
| --- | ---------------------- | --- | -- | - | - | - | -- | -- | --- | ------------------------------------------------------------ |
| 1   | Remo                   | 19  | 14 | 9 | 1 | 4 | 30 | 12 | +18 | Promovido para Série A and classificado para a segunda fase. |
| 2   | Vitória                | 17  | 14 | 6 | 5 | 3 | 18 | 9  | +9  | Promovido para Série A and classificado para a segunda fase. |
| 3   | Desportiva Ferroviária | 16  | 14 | 7 | 3 | 4 | 16 | 16 | 0   | Promovido para Série A and classificado para a segunda fase. |
| 4   | Anapolina              | 15  | 14 | 6 | 3 | 5 | 15 | 16 | −1  |                                                              |
| 5   | Confiança              | 13  | 14 | 5 | 3 | 6 | 12 | 17 | −5  |                                                              |
| 6   | Itaperuna              | 13  | 14 | 4 | 5 | 5 | 18 | 23 | −5  |                                                              |
| 7   | Americano              | 12  | 14 | 4 | 4 | 6 | 15 | 17 | −2  |                                                              |
| 8   | Taguatinga             | 6   | 14 | 1 | 4 | 9 | 14 | 28 | −14 |                                                              |

1. ↑  1 point deducted?

### Grupo 3
| Pos | Equipe         | Pts | J  | V | E | D | GP | GC | SG | Promovido                                                    |
| --- | -------------- | --- | -- | - | - | - | -- | -- | -- | ------------------------------------------------------------ |
| 1   | Criciúma       | 16  | 14 | 7 | 2 | 5 | 15 | 9  | +6 | Promovido para Série A and classificado para a segunda fase. |
| 2   | Coritiba       | 16  | 14 | 6 | 4 | 4 | 11 | 9  | +2 | Promovido para Série A and classificado para a segunda fase. |
| 3   | União São João | 14  | 14 | 5 | 4 | 5 | 12 | 10 | +2 | Promovido para Série A and classificado para a segunda fase. |
| 4   | Juventus       | 14  | 14 | 5 | 4 | 5 | 11 | 9  | +2 |                                                              |
| 5   | Botafogo-SP    | 14  | 14 | 5 | 4 | 5 | 10 | 10 | 0  |                                                              |
| 6   | Noroeste       | 13  | 14 | 5 | 3 | 6 | 13 | 20 | −7 |                                                              |
| 7   | Bangu          | 13  | 14 | 4 | 5 | 5 | 9  | 9  | 0  |                                                              |
| 8   | Joinville      | 12  | 14 | 4 | 4 | 6 | 6  | 11 | −5 |                                                              |

### Grupo 4
| Pos | Equipe      | Pts | J  | V | E | D  | GP | GC | SG  | Promovido                                                    |
| --- | ----------- | --- | -- | - | - | -- | -- | -- | --- | ------------------------------------------------------------ |
| 1   | América-MG  | 18  | 14 | 6 | 6 | 2  | 12 | 5  | +7  | Promovido para Série A and classificado para a segunda fase. |
| 2   | Paraná      | 18  | 14 | 5 | 8 | 1  | 17 | 10 | +7  | Promovido para Série A and classificado para a segunda fase. |
| 3   | Grêmio      | 17  | 14 | 6 | 5 | 3  | 22 | 13 | +9  | Promovido para Série A and classificado para a segunda fase. |
| 4   | São José    | 16  | 14 | 6 | 4 | 4  | 22 | 13 | +9  |                                                              |
| 5   | Ponte Preta | 16  | 14 | 5 | 6 | 3  | 15 | 13 | +2  |                                                              |
| 6   | Londrina    | 13  | 14 | 5 | 3 | 6  | 15 | 16 | −1  |                                                              |
| 7   | Operário-MS | 10  | 14 | 2 | 6 | 6  | 13 | 19 | −6  |                                                              |
| 8   | Operário-MT | 4   | 14 | 1 | 2 | 11 | 11 | 38 | −27 |                                                              |

## Segunda fase
Originalmente, a 2ª fase seria disputada em estilo mata-mata. Os confrontos seriam definidos de acordo com seu histórico na primeira fase, então as partidas seriam:
| Equipe 1   | Total | Equipe 2               | 1.º jogo | 2.º jogo |
| ---------- | ----- | ---------------------- | -------- | -------- |
| Santa Cruz | –     | União São João         | –        | –        |
| Criciúma   | -     | Fortaleza              | –        | –        |
| Ceará      | –     | Coritiba               | –        | –        |
| Remo       | -     | Grêmio                 | –        | –        |
| América-MG | –     | Desportiva Ferroviária | –        | –        |
| Paraná     | -     | Vitória                | –        | –        |

Porém, para reduzir os custos da competição, a 2ª fase foi alterada e as equipes foram distribuídas em grupos de acordo com a sua posição geográfica. Para compensar, os clubes com vantagem nas regras originais (Santa Cruz, Criciúma, Ceará, Remo, América e Paraná) conquistaram um ponto extra.

### Grupo 1
| Pos | Equipe     | Pts | J | V | E | D | GP | GC | SG | Classificado                      |
| --- | ---------- | --- | - | - | - | - | -- | -- | -- | --------------------------------- |
| 1   | Remo       | 9   | 6 | 2 | 4 | 0 | 6  | 3  | +3 | Classificado para a terceira fase |
| 2   | Santa Cruz | 6   | 6 | 1 | 3 | 2 | 5  | 9  | −4 | Classificado para a terceira fase |
| 3   | Fortaleza  | 6   | 6 | 2 | 2 | 2 | 7  | 5  | +2 | Classificado para a terceira fase |
| 4   | Ceará      | 6   | 6 | 0 | 5 | 1 | 5  | 6  | −1 |                                   |

### Grupo 2
| Pos | Equipe                 | Pts | J | V | E | D | GP | GC | SG | Classificado                      |
| --- | ---------------------- | --- | - | - | - | - | -- | -- | -- | --------------------------------- |
| 1   | Vitória                | 9   | 6 | 3 | 3 | 0 | 7  | 3  | +4 | Classificado para a terceira fase |
| 2   | América-MG             | 7   | 6 | 2 | 2 | 2 | 7  | 6  | +1 | Classificado para a terceira fase |
| 3   | União São João         | 7   | 6 | 2 | 3 | 1 | 4  | 3  | +1 | Classificado para a terceira fase |
| 4   | Desportiva Ferroviária | 2   | 6 | 0 | 2 | 4 | 4  | 10 | −6 |                                   |

### Grupo 3
| Pos | Equipe   | Pts | J | V | E | D | GP | GC | SG | Classificado                      |
| --- | -------- | --- | - | - | - | - | -- | -- | -- | --------------------------------- |
| 1   | Criciúma | 9   | 6 | 3 | 2 | 1 | 9  | 4  | +5 | Classificado para a terceira fase |
| 2   | Paraná   | 9   | 6 | 3 | 2 | 1 | 7  | 6  | +1 | Classificado para a terceira fase |
| 3   | Grêmio   | 5   | 6 | 2 | 1 | 3 | 7  | 7  | 0  |                                   |
| 4   | Coritiba | 3   | 6 | 0 | 3 | 3 | 4  | 10 | −6 |                                   |

## Terceira fase
Mais uma vez, as regras foram alteradas. Por motivos desconhecidos, o Fortaleza entrou na justiça alegando ter direito à uma vaga. Em vez de 6 equipes se classificarem para a 3ª fase, foram criadas mais 2 vagas. A CBF convidou Fortaleza e Grêmio, que tiveram o melhor aproveitamento entre os eliminados. O Grêmio perdeu a vaga para a 3ª fase alegando motivos financeiros, o União São João conquistou a vaga.

### Group 1
| Pos | Equipe     | Pts | J | V | E | D | GP | GC | SG | Classificado                  |
| --- | ---------- | --- | - | - | - | - | -- | -- | -- | ----------------------------- |
| 1   | Vitória    | 9   | 6 | 4 | 1 | 1 | 7  | 1  | +6 | Classificado para a semifinal |
| 2   | Santa Cruz | 6   | 6 | 3 | 0 | 3 | 6  | 4  | +2 | Classificado para a semifinal |
| 3   | Fortaleza  | 6   | 6 | 3 | 0 | 3 | 8  | 10 | −2 |                               |
| 4   | Remo       | 3   | 6 | 1 | 1 | 4 | 4  | 10 | −6 |                               |

### Group 2
| Pos | Equipe         | Pts | J | V | E | D | GP | GC | SG | Classificado                  |
| --- | -------------- | --- | - | - | - | - | -- | -- | -- | ----------------------------- |
| 1   | Paraná         | 7   | 6 | 1 | 5 | 0 | 1  | 0  | +1 | Classificado para a semifinal |
| 2   | Criciúma       | 7   | 6 | 2 | 3 | 1 | 5  | 3  | +2 | Classificado para a semifinal |
| 3   | América-MG     | 5   | 6 | 1 | 3 | 2 | 3  | 6  | −3 |                               |
| 4   | União São João | 5   | 6 | 1 | 3 | 2 | 5  | 5  | 0  |                               |

## Semifinais
| Equipe 1   | Total | Equipe 2 | 1.º jogo | 2.º jogo |
| ---------- | ----- | -------- | -------- | -------- |
| Santa Cruz | 2–4   | Paraná   | 1–2      | 1–2      |
| Criciúma   | 3-4   | Vitória  | 2–1      | 1–3      |

## Fase Final

### Jogo de Ida
| 5 de Julho de 1992 | Paraná                | 2 - 1 | Vitória        | Pinheirão, Curitiba (PR) |
|                    | Adoílson 16' (p), 43' |       | Alex Alves 77' | Público: Publico: 18,472 |

### Jogo de Volta
| 11 de Julho de 1992 | Vitória | 0 – 1 | Paraná    | Fonte Nova, Salvador (BA)                          |
|                     |         |       | Saulo 54' | Público: 60,442 Árbitro: Márcio Rezende de Freitas |